# Orville Simpson
 (signalé en juin 2025).
Si vous disposez d'ouvrages ou d'articles de référence ou si vous connaissez des sites web de qualité traitant du thème abordé ici, merci de compléter l'article en donnant les références utiles à sa vérifiabilité et en les liant à la section « Notes et références ».
- Archive Wikiwix
- Bing
- Cairn
- DuckDuckGo
- E. Universalis
- Gallica
- Google
- G. Books
- G. News
- G. Scholar
- Persée
- Qwant
- (zh) Baidu
- (ru) Yandex
- (wd) trouver des œuvres sur Wikidata

Orville J. Simpson est un personnage de fiction de la série d'animation Les Simpson.

## Biographie fictive
Il est né le 30 novembre 1876 et mort le 31 décembre 1975. On ne sait pas exactement d'où il provient, mais on sait par ailleurs que la famille a émigré aux États-Unis. Vers 1900, il se marie à Yuma Hickman. De cette union, ils ont leur premier enfant, Hubert. Deux ans plus tard, Tyrone. Quelques années plus tard, ils ont leur troisième fils, Cyrus. Quelque temps après, Abraham est leur quatrième fils. Peu de temps après sa naissance, lui, Yuma et ses quatre fils émigrent en Amérique et s'installent dans la statue de la Liberté. Après avoir vécu plusieurs années dedans, ils furent forcés de déménager, car la couronne de la statue était remplie d'ordures. Ils déménagent donc à Springfield. Tyrone grandit et s'installe à Dayton dans l'Ohio. En Amérique, Orville et Yuma ont un autre enfant, Bill Simpson. Abraham et Cyrus grandissent et deviennent tous deux soldats de la Seconde Guerre mondiale. L'avion de Cyrus s'écrase à Tahiti, il y restera définitivement. Il vit maintenant avec ses 14 épouses. Bill grandit et devient un communiste. Pendant la Seconde Guerre mondiale, le couple a un autre et dernier enfant, Chet (Bill en version française). Orville meurt après que Mona abandonne la famille. Sa femme meurt à son tour lorsque Marge est tombé enceinte de Bart. Chet devient dirigeant d'une société de crevettes échouées.
Sa mort a été remise en cause lors de l'épisode 14 de la saison 25 lors d'une discussion entre Homer et Lisa : Lisa et Homer discutent et celle-ci lui reproche la façon dont il traite son grand-père (à elle) Abraham, celui-ci répond : « As tu vu la façon dont il traite mon grand-père ? Il ne lui rend jamais visite, il ne reconnaît même pas son existence. » Lisa réagit alors : « Ton grand-père est vivant ? » Homer répond : « Oh oui... »

## Apparition
Bart l'aurait vu au paradis après avoir été heurté par une voiture (voir l'épisode Toute la vérité, rien que la vérité, il voit Orville, étranglant le jeune Homer. Laissant entendre que cette habitude est un trait de famille. Dans l'épisode J'y suis, j'y reste, Abraham raconte comment il est arrivé en Amérique, et on le voit avec son père. On le voit aussi dans « Les Simpson : L'Album de Famille Non-censuré », dans l'arbre généalogique des Simpson. Dans ce livre, on voit qu'il a 3 sœurs : Bonita, Elrita et Twitta, et ses parents : "Old-Tut" Simpson et "Happy" Dinsdale.